# Trichosteleum cyparissoides
Trichosteleum cyparissoides là một loài Rêu trong họ Sematophyllaceae. Loài này được (Hornsch.) H. Rob. miêu tả khoa học đầu tiên năm 1967.